# Bengt Pouttu

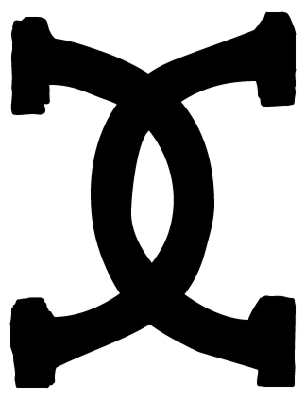
Bengt Pouttus bomärke

Bengt Pouttu (fi: Pentti Pouttu), ibland Bengt Poitu eller Pontu, död tidigast 1597, var en finländsk bonde, en av ledarna för klubbekriget.
Han var en bonde från Ristrand by, Karleby socken, Österbotten.
Bengt Pouttu anses ha varit klubbekrigets "politiska" ledare eftersom han talade både svenska och finska. Han var svensk landsköpman och kom ifrån gammelgården i Gamlakarleby och kallades tidigare Gammelgårds-Bengt innan han gifte in sig i Pouttula gården på 1500-talet. Han seglade i augusti 1596 till Stockholm tillsammans med några andra bönder för att rådfråga Hertig Karl om den forvärrade situationen med kung Sigismunds inkvarterade ryttare. Hertig Karl lär ha sagt "Styr våld med våld och fördriv dem, som vore hos sig inkvarterade". Ett inbördeskrig i Österbotten (som då tillhörde Sverige) gynnade Karls planer på att bli kung i Sverige.
Bengt lyckades fördriva de inkvarterade ryttarna. Framgången ledde till att fler och fler bönder samlades och beväpnade sig med bland annat klubbor som var det enda effektiva vapnet mot ryttarnas rustningar. De flesta finska bönderna litade inte på Bengt Pouttu eftersom han var svensk och valde istället Jacob Ilkka, som även hade krigserfarenhet, till häradskung. I Österbotten på 1500-talet fanns den gamla traditionen ännu kvar att bönderna kunde välja en Häradskung som då fick obegränsad makt.
Därefter gick de mot Åbo slott. Bengt, med en liten skara svensktalande bönder från Österbotten mötte Flemmings ryttare under Axel Kurck och blev förd till Åbo slott där han blev "uppäten av löss".